# Augusta Ulrica Ekerman af Ekenstam
Augusta Ulrica Ekerman af Ekenstam, född 20 september 1785 på Sålla i Sjögestads socken, död 2 augusti 1872 i Söderköping, var en svensk textilkonstnär.

## Biografi
Augusta Ulrica Ekerman var dotter till översten Nils Adolph af Ekenstam och Catharina Margaretha Götherhielm samt gift med bruksägaren Johan Niklas Ekerman. Hon var syster till Catharina Juliana Lefrén och Henrietta Charlotta Ekenman af Ekenstam. Hon medverkade i Konstakademiens utställning 1806 med En sittande Fogel sydd i couleurer på sidentyg.